# Légió Hungária
A Légió Hungária egy 2018-as alapítású, pártpolitikától független szélsőjobboldali szervezet.

## Története
A 444.hu információi szerint a szervezet alapításának előzménye, hogy a Mi Hazánk Mozgalom szorosabbra kívánta fűzni a kapcsolatot a Jobbik-közeli Hatvannégy Vármegye Ifjúsági Mozgalommal (HVIM-mel), amit egyes tagok rossz szemmel néztek. Ekkor alapította a HVIM-ből kilépett Incze Béla más egykori tagokkal a Légió Hungáriát.
2018. augusztus 11-én alapították korábbi HVIM-tagok. Ez év folyamán a tevékenységük főként sport- és szabadidőprogramok szervezéséből, illetve különféle eseményekkel kapcsolatos közlemények kiadásából állt. Első nyilvános demonstrációjukat 2018. október 23-án tartották.
2019 februárjában részt vettek a Becsület Napján, áprilisban Ungváron együtt vonultak fel az ukrán szélsőséges Kárpáti Szics csoporttal, júliusban pedig a Budapest Pride ellen kis létszámú tüntetést szerveztek. Júliusban szélsőséges világnézetet hirdető konferenciát szerveztek „Rasszvédők Konferenciája” címmel.
A csoport szélesebb körben 2019. október 23-án vált ismertté a sajtófigyelmet kiváltó akciói miatt. E napon, feltehetőleg a kora délutáni órákban a budapesti Auróra közösségi háznál letéptek és felgyújtottak egy szivárványos zászlót. Közleményükben a szimbólumot „a modern kor szovjet lobogójának” nevezték, illetve elismerték hogy egyes tagjaik jártak az Auróránál, azonban a további eseményekkel kapcsolatban, a nyomozásra való tekintettel nem nyilatkoztak. Ugyanaznap, később megzavarták a Jobbik utcai megemlékező rendezvényét, majd a Nagykörúton tartottak rendőri biztosítás melletti felvonulást más szervezetekkel (köztük a Betyársereggel és a HVIM-mel) együtt. 2019. november 13-án az Auróra-eset kapcsán a csoport egyes vezetőnél és tagjainál a rendőrség házkutatást tartott, többeket gyanúsítottként hallgattak ki, emellett a nyomozók telefonokat, adathordozókat és propagandaanyagokat foglaltak le. A rendőrségi közlemény kilenc tag elfogásáról tett említést, akik a gyanúsítás ellen nem éltek panasszal, és szabadlábon védekezhetnek. A csoport nem tagadta tagjai szerepét a csoportosan elkövetett garázdaságnak minősített esetben, de a rendőrség fellépését közleményben sérelmezték.

## Programja
A szervezet önmeghatározása szerint militáns konzervatív. Világnézetét elsősorban az ateista, materialista szemléletmód ellenében deklarálja.
A Political Capital elemzője szerint a szervezet sportra, és militarizmusra fektet hangsúlyt, központi ideológiájuk pedig a fajelmélet és a fehér felsőbbrendűség.

## Bírálatok
Az Auróra elleni támadást Pikó András józsefvárosi polgármester elítélte, a közösséget pedig szolidaritásáról biztosította. A BRFK nyomozást indított garázdaság gyanúja miatt, novemberben pedig kilenc tagot meggyanúsítottak.
A 444.hu a szervezetet bemutató cikkében részletesen ismertette a szervezet egy vezetője, Incze Béla korábbi szélsőséges megnyilvánulásait, amelyek között zsidó emlékművek meggyalázása, a Hetek újságíróinak megfenyegetése, és hivatalos személy elleni erőszak is szerepelt. Incze Béla magát 2012-ben „aszemitának” nevezte, ami szerinte nem zsidóellenességet (azaz antiszemitizmust), hanem „zsidók nélküli világért való küzdelmet” jelent.